# Georgiana Burne-Jones
Georgiana Burne-Jones, född 2 juli 1840, död 2 februari 1920, var en brittisk konstnär (målare). Hennes konstnärskap associeras med prerafaeliternas stilart. Hon var gift med Edward Burne-Jones.  

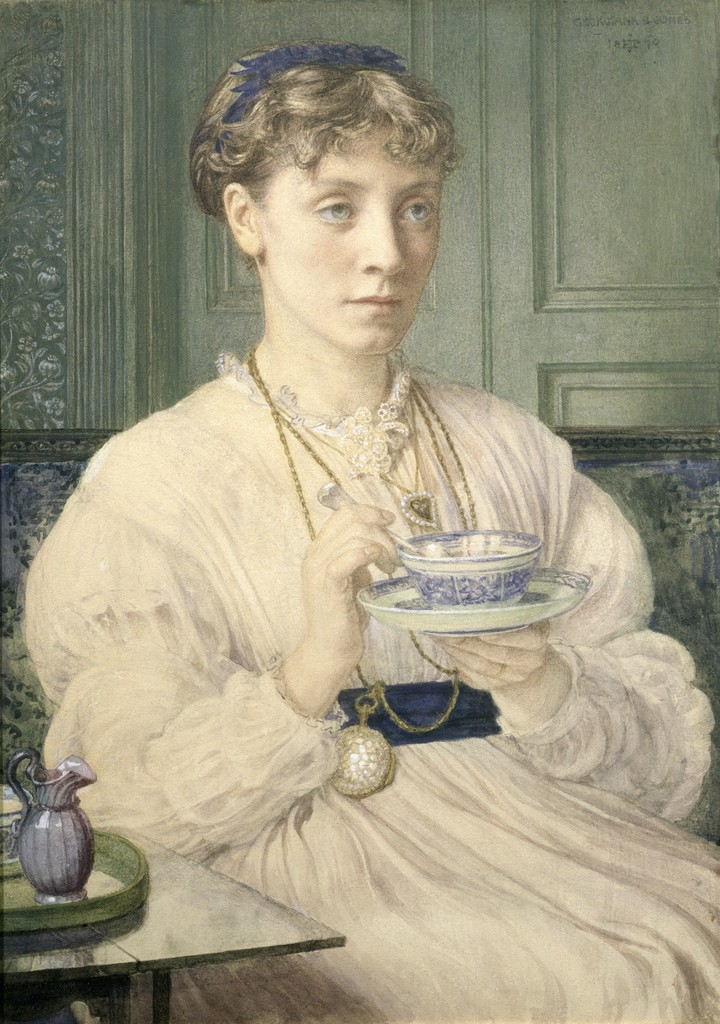
Porträtt av Georgiana Burne-Jones, av Edward Poynter.